# 5118 Елнапул
5118 Елнапул (5118 Elnapoul) — астероїд головного поясу, відкритий 7 вересня 1988 року.
Тіссеранів параметр щодо Юпітера — 3,349.